# Vodafone
Vodafone là một công ty thông tin di động đa quốc gia Anh quốc. Công ty đóng trụ sở ở Luân Đôn và có trụ sở đăng ký ở Newbury, Birkshire. Đây là xếp thứ ba tính theo số thuê bao và doanh thu 2013, sau China Mobile. Thời điểm tháng 6/2013, công ty có 453 triệu thuê bao. Vodafone sở hữu và điều hành mạng lưới tại 21 quốc gia và có mạng lưới đối tác ở trên 40 quốc gia khác. Đơn vị thuộc Vodafone là Vodafone Global Enterprise của nó cung cấp viễn thông và dịch vụ công nghệ thông tin ở 65 quốc gia.
Vodafone có niêm yết sơ cấp trên Sở giao dịch chứng khoán London và là một thành phần của chỉ số FTSE 100. Công ty có giá trị vốn hóa thị trường khoảng 89,1 tỷ bảng Anh thời điểm ngày 6 tháng 7 năm 2012, công ty có giá trị vốn hóa thị trường lớn thứ ba trong các công ty niêm yết trên sàn London.

## Tên gọi
Tên Vodafone xuất phát từ voice data fone (từ cuối là một kiểu phiên âm của "điện thoại"), được công ty chọn để "phản ánh việc cung cấp dịch vụ thoại và dữ liệu qua điện thoại di động".

## Lịch sử
Sự phát triển của Vodafone bắt đầu từ năm 1982 với sự thành lập công ty Racal Strategic Radio Ltd của Racal Electronics, nhà sản xuất công nghệ radio quân sự lớn nhất Vương quốc Anh, thành lập liên doanh với Millicom gọi là 'Racal', là tiền thân của Vodafone ngày nay.

## Hoạt động

### Châu Phi và Trung Đông
| Cổ phần đa số | Cổ phần đa số |       | Cổ phần thiểu số |  | Mạng đối tác |
| --- | ------------- | ----- | ---------------- |  | ------------ |
| DR Congo1 | Egypt         | Kenya | Kuwait           |  |              |
| Ghana | Lesotho1      |       | Bahrain          |  |              |
| Mozambique1 | Qatar2        |       | Libya            |  |              |
| Tanzania1 | South Africa1 |       | UAE              |  |              |
| 1Majority stakes held through majority-owned Vodacom Group 2Effective ownership is not majority, but full control exercised by the group. |               |       |                  |  |              |

Egypt
Vào tháng 11 năm 1998, mạng Vodafone Egypt đi vào hoạt động dưới cái tên ClickGSM.
Vào ngày 8 tháng 11 năm 2006, công ty đã thông báo thỏa thuận với Telecom Ai Cập, với kết quả là hợp tác hơn ở thị trường Ai Cập và tăng cổ phần của họ trong Vodafone Ai Cập. Sau thỏa thuận này, công ty sở hữu 55% của Vodafone Ai Cập, trong khi 45% còn lại do Telecom Egypt sở hữu.
Kuwait
Vào ngày 18 tháng 9 năm 2002, Vodafone đã ký một Thỏa thuận Mạng lưới Đối tác (Partner Network Agreement) với tập đoàn MTC của Kuwait. Thỏa thuận liên quan đến việc đổi thương hiệu của MTC sang MTC-Vodafone. Ngày 29 tháng 12 năm 2003, Vodafone ký kết một Thỏa thuận Mạng lưới Đối tác khác với tập đoàn MTC của Kuwait. Thỏa thuận thứ hai này liên quan đến hợp tác ở Bahrain và thương hiệu của mạng lưới như MTC-Vodafone.
Nam Phi (Vodacom)
Vào ngày 3 tháng 11 năm 2004, Công ty thông báo rằng công ty chi nhánh ở Nam Phi Vodacom đã đồng ý giới thiệu dịch vụ quốc tế của Vodafone, như Vodafone live! và các thỏa thuận đối tác, tới thị trường địa phương.
Qatar
Tháng 12 năm 2007, một liên minh do Vodafone Group dẫn đầu đã được trao giấy phép điện thoại di động thứ hai ở Qatar dưới tên gọi "Vodafone Qatar". Vodafone Qatar có trụ sở ở QSTP, Công viên Khoa học và Công nghệ Qatar
Ghana
Ngày 3 tháng 7 năm 2008, Vodafone đồng ý mua 70% cổ phần của Ghana Telecom với giá 900 triệu USD. Việc mua lại đã được hoàn thành vào ngày 17 tháng 8 năm 2008.
U.A.E.
Vào ngày 28 tháng 1 năm 2009, nhóm đã công bố thỏa thuận hợp tác với Du, nhà mạng lớn thứ hai ở United Arab Emirates. Thỏa thuận bao gồm hợp tác về khách hàng quốc tế, mua sắm thiết bị cầm tay, băng thông rộng di động...
Libya
Vào ngày 24 tháng 2 năm 2010, nhóm đã ký thỏa thuận mạng đối tác với nhà khai thác lớn thứ hai ở Libya, al Madar..
Cameroon
Vào ngày 23 tháng 9 năm 2016, Vodafone mở rộng hoạt động sang Cameroon bằng cách ký kết hợp tác với Afrimax, nhà khai thác viễn thông 4G-LTE ở Châu Phi. Vodafone Cameroon đưa ra chương trình "Youth Program" ở các trường đại học để hỗ trợ và khuyến khích sinh viên Cameroon. Sáng kiến này được thực hiện đầu tiên ở trường đại học Yaounde II ở Soa, và các thỏa thuận tương tự sẽ đến với các trường đại học khác.

### Vodafone Global Enterprise

Bản đồ hiển thị các quốc gia nơi Vodafone Global Enterprise có hoạt động (màu đỏ)

### Châu Á Thái Bình Dương

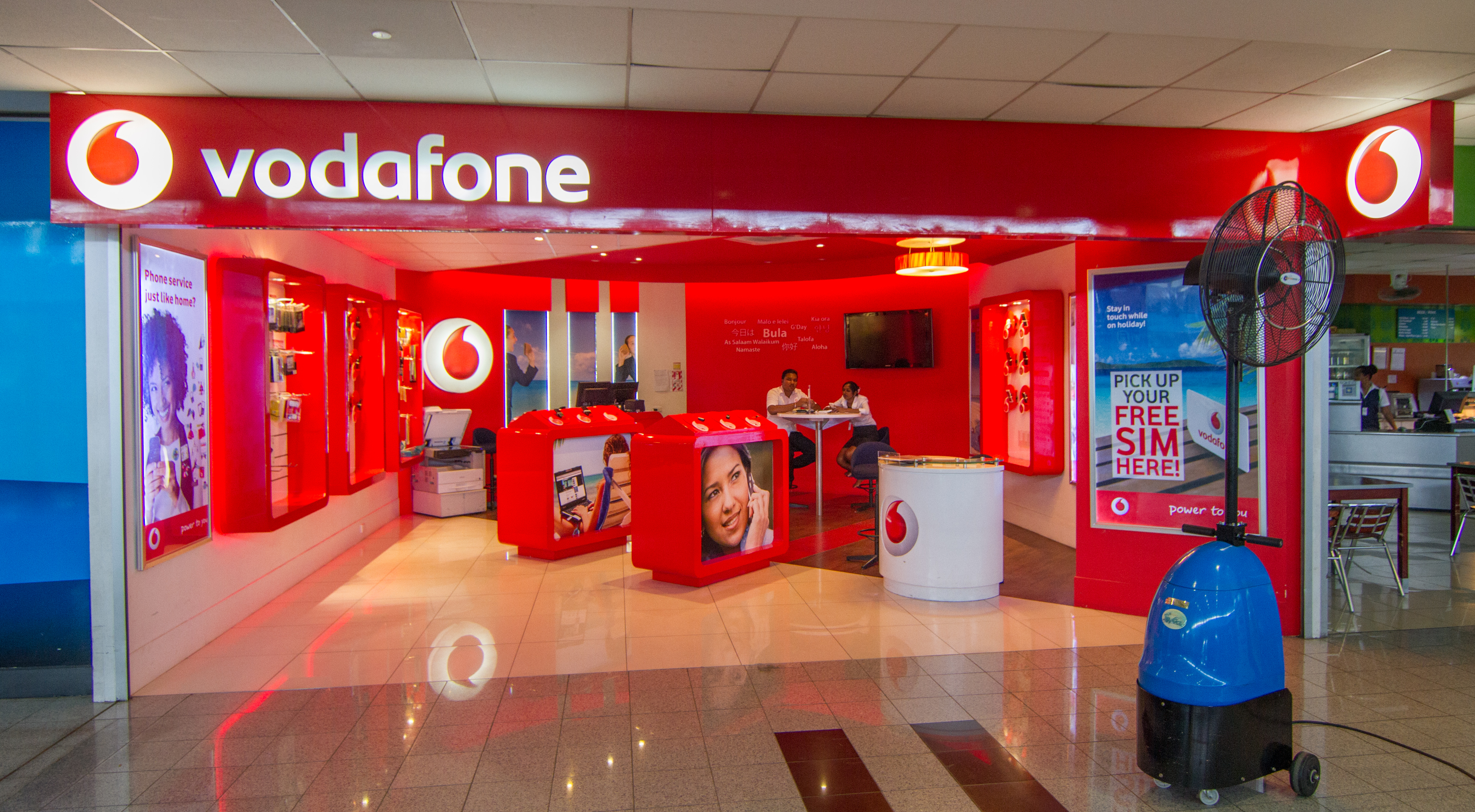
Cửa hàng Vodafone ở sân bay Nadi, Fiji

| Australia   | Fiji | Afghanistan | Armenia      |
| India       |      | Azerbaijan  | Sri Lanka    |
| New Zealand |      | Malaysia    | Samoa        |
|             |      | Singapore   | Thailand     |
|             |      | Taiwan      | Turkmenistan |
|             |      | Uzbekistan  | Vietnam      |

### Châu Âu
| Cổ phần đa số  |             | Mạng đối tác    | Mạng đối tác |
| -------------- | ----------- | --------------- | ------------ |
| Albania        | Austria     | Belgium         |              |
| Czech Republic | Bulgaria    | Channel Islands |              |
| Germany        | Croatia     | Cyprus          |              |
| Greece         | Denmark     | Estonia         |              |
| Hungary        | Finland     | Faroe Islands   |              |
| Ireland        | Iceland     | Latvia          |              |
| Italy          | Lithuania   | Luxembourg      |              |
| Malta          | Macedonia   | Norway          |              |
| Netherlands    | Russia      | Serbia          |              |
| North Cyprus   | Slovenia    | Sweden          |              |
| Portugal       | Switzerland | Ukraine         |              |
| Romania        |             |                 |              |
| Spain          |             |                 |              |
| Turkey         |             |                 |              |
| UK             |             |                 |              |